# Posso Ser
"Posso Ser"  é o single de estreia da cantora brasileira Lexa, presente no EP Posso Ser (2015) e em seu álbum de estreia, Disponível (2015).

## Videoclipe
O clipe da canção foi lançado em 4 de fevereiro de 2015 no canal oficial de Lexa no YouTube. O videoclipe contou com uma equipe de pelo menos 80 pessoas envolvidas diretamente. Com várias trocas de roupas e diversos cenários, o clipe mostra cenas da cantora em branco, amarelo, vermelho e preto. O vídeo teve mais de 100 mil acessos em 24 horas no Youtube. No dia 29 de outubro o clipe ultrapassou a marca de 10 milhões de visualizações no Youtube. Um lyric vídeo para a faixa também foi lançado, em 11 de fevereiro de 2015, nele podemos ver Lexa discutindo com o namorado na internet, enquanto a letra da canção é exibida na tela de seu computador.

## Faixas e formatos
| Download digital |             |                |         |  |
| N.º              | Título      | Compositor(es) | Duração |  |
| 1.               | "Posso Ser" | Lexa           | 2:39    |  |

| Download digital - Mister Jam Remix |                                |         |  |
| N.º                                 | Título                         | Duração |  |
| 1.                                  | "Posso Ser (Mister Jam Remix)" | 3:20    |  |

## Desempenho nas tabelas musicais
| Tabela musical (2015)                       | Melhor posição |
| ------------------------------------------- | -------------- |
| Brasil - (Billboard Brasil Hot 100 Airplay) | 22             |

### Tabelas musicais de final de ano
| Tabelas (2015)                              | Posição |
| ------------------------------------------- | ------- |
| Brasil - (Billboard Brasil Hot 100 Airplay) | 93      |